# Cecylia Walewska

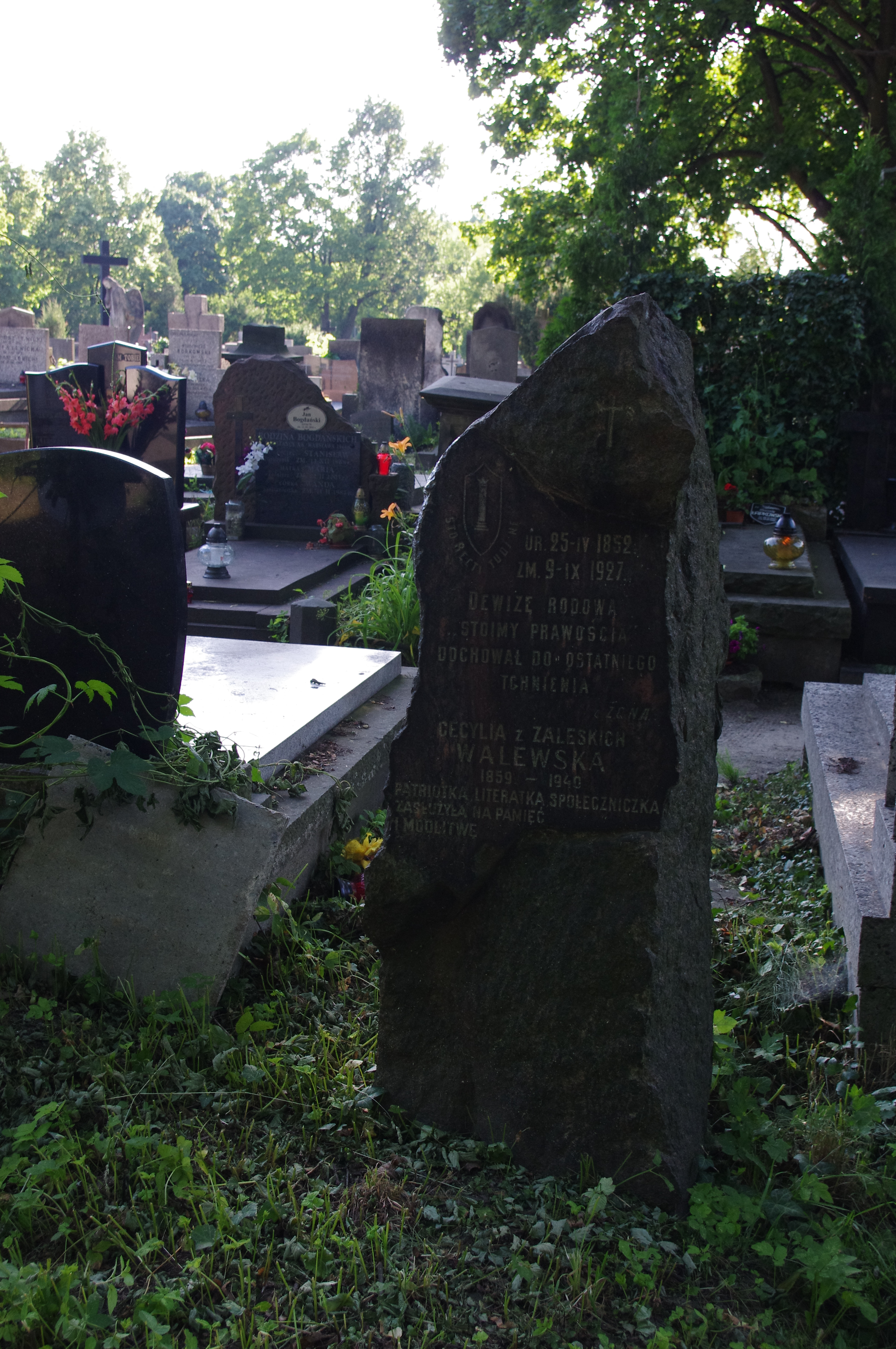
Grób Walewskiej na cmentarzu Powązkowskim w Warszawie

Cecylia Wiktoria Walewska (ur. 2 listopada 1859 w Radomsku, zm. w kwietniu 1940 w Warszawie) – polska prozaiczka, publicystka, i działaczka ruchu kobiecego.

## Życiorys
Była córką Józefata Zaleskiego (1826–1880) i Wandy z Eggerów (1838–1911). Miała brata – Aleksandra Konstantego (1866–1911). Od wczesnego dzieciństwa mieszkała w Warszawie. Nauki pobierała początkowo w domu. Następnie ukończyła z medalem III Gimnazjum w Warszawie (1875), później kształciła się na pianistkę w konserwatorium muzycznym w Warszawie. Dokształcała się na Uniwersytecie Latającym słuchając m.in. wykładów Karola Dunina, Ludwika Krzywickiego, Adama Mahrburga, a następnie aż do wybuchu I wojny światowej w Towarzystwie Kursów Naukowych.
Od siedemnastego roku życia pracowała jako nauczycielka muzyki. W 1894 za udział w manifestacji na cześć Kilińskiego. aresztowana przez władze rosyjskie i skazana na zesłanie do Kurska. Po powrocie uczestniczyła w tajnym nauczaniu, zaangażowana w latach 1895–1905 w prace kółka Cecylii Śniegockiej. W latach 1905–1907 działaczka Związku Polskiego Równouprawnienia Kobiet. Potem była członkinią Polskiego Stowarzyszenia Równouprawnienia Kobiet. W latach 1906–1913 uczestniczyła w pracach Towarzystwa Kultury Polskiej, w 1910 zorganizował i przewodniczyła jej Komisji do Spraw Kobiecych W latach 1911–1915 zorganizowała i prowadziła tajne komplety nauczania w swoim prywatnym mieszkaniu. Po zakończeniu panowania rosyjskiego w 1915 zorganizowała i prowadziła do 1923 trzy szkoły niedzielne i wieczorowe dla pracownic.
Od 1899 do 1927 była członkiem redakcji czasopisma kobiecego „Bluszcz” zajmującego się kwestią emancypacji kobiet. Po odzyskaniu niepodległości w latach 1918–1923 była referentką do spraw zatrudnienia kobiet w Ministerstwie Pracy i Opieki Społecznej. tym czasie uzyskała też dyplom ukończenia Wolnej Wszechnicy Polskiej. Członek Komitetu na rzecz Śląska. 
Od 1884 jej mężem był Stanisław Adam Walewski (1853–1927) – dzieci nie mieli. 
Zmarła w Warszawie. Jest pochowana na cmentarzu Powązkowskim (kwatera 80-3-3).

## Twórczość
Publikowała m.in. nowele, przeglądy muzyczne, szkice krytycznoliterackie oraz artykuły poświęcone pracy zawodowej kobiet w czasopismach: „Antrakt” (debiut w 1876), „Tygodnik Illustrowany”, „Tygodnik Mód i Powieści”, „Kobieta Współczesna”, Kurier Codzienny, Kurier Warszawski „Prawda”, „Nowa Gazeta”, „Świt”. W tekście Z dziejów krzywdy kobiet rekonstruuje historię patriarchatu wskazując na szereg kulturowych i religijnych barier uniemożliwiających kobietom osiągnięcie równości. Powtarzała za Olympią de Gouges, że „jeżeli kobiecie przysługuje prawo do szafotu, to tym samym winna zdobyć i prawo do trybuny”. Napisała także szkice krytyczne o Narcyzie Żmichowskiej (1913) i Marii Rodziewiczównie (1927).

### Zbiory nowel i opowiadań
- Z paradoksów życia Warszawa 1897,
- Podsłuchane, Warszawa 1897, Podlaska Biblioteka Cyfrowa – wersja elektroniczna
- Koleżanka Stefa, Warszawa 1913, RCIN – wersja elektroniczna
- Zapomnisz? Warszawa-Poznań 1914,

### Powieści
- Bez duszy, Warszawa 1899
- Autor, Warszawa 1903
- Dusze współczesne, Warszawa 1913, Biblioteka Cyfrowa UMCS – wersja elektroniczna
- Biała pani Warszawa („Świat Kobiecy” 1914, nr 9–13), wyd. książkowe Warszawa 1923
- Błąd, Warszawa [1913] 2 wyd. 1916,
- Jak liść oderwany od drzewa: powieść współczesna, Warszawa 1910

### Szkice o ruchu kobiecym
- Z dziejów krzywdy kobiet, Warszawa 1908, CRISPA-wersja elektroniczna
- Ruch kobiecy w Polsce, część I, Warszawa 1909, CRISPA-wersja elektroniczna
- Ruch kobiecy w Polsce, część II, Warszawa 1909, CRISPA-wersja elektroniczna
- Słówko o kobietach i apel do kobiet, Poznań 1920,
- Kobieta polska w nauce, Warszawa 1922, CRISPA-wersja elektroniczna
- W walce o równe prawa. Nasze bojownice, Warszawa 1930, CRISPA-wersja elektroniczna'

### Inne prace
- Wielkie legendy ludzkości, Warszawa 1904
- [wraz z Natalią Greniewską] Orły: fragmenty z życia, Warszawa 1909
- Flirt, małżeństwo, opinja; dziesięć kart życia, Warszawa 1914

## Ordery i odznaczenia
- Krzyż Oficerski Orderu Odrodzenia Polski (30 kwietnia 1925)[7]